# Ейка (река)
Ейка — река в Эвенкийском районе Красноярского края и Катангском районе Иркутской области России. Правый приток Нижней Тунгуски. Длина реки — 400 км, площадь водосборного бассейна — 18 900 км².
Название реки происходит от эвенкийского слова «полынья».

## Гидрография
Берёт начало из небольшого озера в Эвенкийском районе, у стыка границ Красноярского края, Иркутской области и Якутии. От истока течёт на восток, затем на юг, далее течёт, извиваясь, на запад. В верхней половине от самого истока по реке проходит граница с Иркутской областью (в левобережье). Протекает по Среднесибирскому плоскогорью в зоне многолетней мерзлоты. В низовьях река течёт на юго-запад. Впадает в Нижнюю Тунгуску по правому берегу в 1235 км от её устья и в 30 км к северо-западу от посёлка Юкта.
Река очень извилиста. Питание смешанное, с преобладанием снегового. Средний расход воды у устья — 250 м³/с, объём стока 7,89 км³/год.
Средняя мутность воды менее 25 г/м³. По химическому составу вода реки относится к гидрокарбонатному классу и кальциевой группе. Минерализация воды во время максимального стока меньше 50 мг/л.
Населённых пунктов в бассейне реки нет.

## Ихтиофауна
В водах реки обитают хариус, ленок, сиг.

## Притоки
Объекты перечислены по порядку от устья к истоку.
- 9 км: Детуле
- 17 км: река без названия
- 37 км: Пирдокан
- 70 км: река без названия
- 73 км: Тонкокто
- 80 км: Ирбукли
- 84 км: река без названия
- 96 км: Могдыкан
- 115 км: Пирда
- 118 км: Усла
- 123 км: река без названия
- 127 км: Чалбангда
- 133 км: река без названия
- 158 км: Мункамба
- 171 км: река без названия
- 178 км: река без названия
- 183 км: река без названия
- 195 км: Юнэкээн
- 208 км: Нерундакан
- 225 км: река без названия
- 226 км: Никубиран
- 243 км: река без названия
- 253 км: Деловикта
- 255 км: река без названия
- 260 км: Танга
- 300 км: Анакит
- 306 км: Кыйыкта
- 311 км: Анакит
- 312 км: Мохсоголлоох
- 331 км: Холокит
- 334 км: Куталах-Юрье
- 339 км: река без названия
- 345 км: река без названия
- 353 км: Ейка-Саикта
- 360 км: река без названия
- 369 км: Ньуомангдан-Юрэгэ
- 380 км: река без названия